# مرده‌شوی‌خانه (فیلم ۲۰۰۵)
مرده‌شوی‌خانه (انگلیسی: Mortuary) فیلمی در ژانر ترسناک به کارگردانی توبی هوپر است که در سال ۲۰۰۵ منتشر شد. از بازیگران آن می‌توان به دن برد، الکساندرا ادی، دنیس کرازبی، بوگ هال، کرتنی پلدن و لی گارلیگتون اشاره کرد.